# Mansión de Litene
La Mansión de Litene (en letón: Litenes muižas pils) es una casa señorial en la parroquia de Litene, en la región histórica de Vidzeme, en el norte de Letonia. Fue construida durante la primera mitad del siglo XIX en estilo clásico por el Barón Otto von Wolff en las márgenes del Pededze. La mansión ardió durante la revolución rusa de 1905 pero fue restaurada posteriormente con formas simplificadas. Después de la reforma agraria letona de 1920 en 1921 la mansión fue nacionalizada y las tierras parceladas. Desde 1924 el edificio alberga la escuela primaria de Litene.